# Adolfo
Adolfo ist ein männlicher Vorname, seltener ein Familienname.

## Herkunft und Bedeutung
Adolfo ist die italienische und spanische Form des deutschen Namens Adolf. Er bedeutet somit „edler Wolf“.

## Namensträger

### Vorname
- Adolfo Alsina (1829–1877), argentinischer Politiker und Anwalt
- Adolfo Assor (* 1945), Schauspieler, Theaterleiter, Filmregisseur und Bühnenbildner
- Adolfo Baci (1834–1918), italienischer Komponist
- Adolfo Ballivián Coll (1831–1874), bolivianischer Militär und Politiker, Präsident 1873–1874
- Adolfo Baloncieri (1897–1986), italienischer Fußballspieler und -trainer
- Adolfo Barán (* 1961), uruguayischer Fußballspieler
- Adolfo Bartoli (1851–1896), italienischer Physiker
- Adolfo Bautista Herrera (* 1979), mexikanischer Fußballspieler
- Adolfo Gustavo Benítez Bento (* 1953), ehemaliger paraguayischer Fußballspieler und späterer -trainer
- Adolfo Best Maugard (1891–1964), mexikanischer Maler und Filmregisseur
- Adolfo Betti (1875–1950), italienischer Geiger und Musikpädagoge
- Adolfo Bioy Casares (1914–1999), argentinischer Schriftsteller
- Adolfo Bullrich (1833–1904), argentinischer Unternehmer und Politiker, Bürgermeister von Buenos Aires
- Adolfo Calisto (1944–2024), portugiesischer Fußballspieler
- Adolfo Cambiaso (* 1975), argentinischer Polospieler
- Adolfo Celi (1922–1986), italienischer Schauspieler und Regisseur
- Adolfo Consolini (1917–1969), italienischer Leichtathlet
- Adolfo Constanzo (1962–1989), US-amerikanisch-mexikanischer Serienmörder
- Adolfo Corsi, italienischer Radrennfahrer
- Adolfo Ruiz Cortines (1890–1973), mexikanischer Politiker, Präsident 1952–1958
- Adolfo Díaz (1875–1964), nicaraguanischer Politiker, Präsident 1911–1917 und 1926–1929
- Adolfo Doering (1848–1925), deutsch-argentinischer Chemiker, Geologe und Zoologe
- Adolfo Domingo Torres (1944–2010), argentinischer Mediziner, Hochschullehrer und Politiker
- Adolfo Esparza (* 1969), ehemaliger chilenischer Fußballspieler
- Adolfo Farsari (1841–1898), italienischer Fotograf
- Adolfo Franci (1895–1954), italienischer Drehbuchautor
- Adolfo Fumagalli (1828–1856), italienischer Pianist und Komponist
- Adolfo Gaich (* 1999), argentinischer Fußballspieler
- Adolfo García Quesada (* 1979), spanischer Radrennfahrer
- Adolfo González (Bogenschütze) (* 1962), mexikanischer Bogenschütze
- Adolfo González Montes (* 1946), spanischer Geistlicher, Bischof von Almería
- Adolfo Grosso (1927–1980), italienischer Radrennfahrer
- Adolfo Venancio Hall Ramírez (1866–1885), guatemaltekischer Soldat
- Adolfo Horta (1957–2016), kubanischer Boxer
- Adolfo de la Huerta (1881–1955), mexikanischer Politiker, Präsident 1920
- Adolfo Kind (1848–1907), schweizerisch-italienischer Chemieingenieur und Skisportler
- Adolfo Leoni (1917–1970), italienischer Radrennfahrer
- Adolfo Martins (* 1970), osttimoresischer Politiker
- Adolfo López Mateos (1910–1969), mexikanischer Politiker, Präsident 1958–1964
- Adolfo Mejía (1905–1973), kolumbianischer Komponist
- Adolfo Mexiac (1927–2019), mexikanischer Künstler
- Adolfo Mújica y Sáyago (1860–1916), mexikanischer Diplomat
- Adolfo Natalini (1941–2020), italienischer Architekt, Designer und Städtebauer
- Adolfo Nicolás (1936–2020), spanischer Generaloberer der Gesellschaft Jesu
- Adolfo Alejandro Nouel (1862–1937), dominikanischer Geistlicher, Erzbischof von Santo Domingo und Politiker, Präsident 1912–1913
- Adolfo de Oliveira Franco (1915–2008), brasilianischer Rechtsanwalt und Politiker
- Adolfo de la Parra, eigentlicher Name von Fito de la Parra (* 1946), mexikanischer Schlagzeuger
- Adolfo Pedernera (1918–1995), argentinischer Fußballspieler und -trainer
- Adolfo Maria Pérez Esquivel (* 1931), argentinischer Bildhauer, Architekt und Bürgerrechtler
- Adolfo Costa du Rels (1891–1980), bolivianischer Schriftsteller und Politiker
- Adolfo Rodríguez Saá (* 1947), argentinischer Politiker, Präsident 2001
- Adolfo Romero (* 1922; † unbekannt), mexikanischer Radrennfahrer
- Adolfo Saldías (1849–1914), argentinischer Politiker
- Adolfo Schlosser (1939–2004), österreichischer Bildhauer
- Adolfo Schwelm-Cruz (1923–2012), argentinischer Automobilrennfahrer
- Adolfo Scilingo (* 1946), argentinischer Marineoffizier und Terrorist
- Adolfo Antonio Suárez Rivera (1927–2008), mexikanischer Geistlicher, Erzbischof von Monterrey
- Adolfo Suárez (1932–2014), spanischer Jurist und Politiker
- Adolfo Valencia (* 1968), kolumbianischer Fußballspieler
- Adolfo Daniel Vallejo (* 2004), paraguayischer Tennisspieler
- Adolfo Wildt (1868–1931), italienischer Bildhauer
- Adolfo Winternitz (1906–1993), österreichisch-peruanischer Künstler
- Adolfo Zumelzú (1902–1973), argentinischer Fußballspieler

### Familienname
- Ricardo Adolfo (Boxer) (1917–2005), philippinischer Boxer
- Ricardo Adolfo (Schriftsteller) (* 1974), angolanisch-portugiesischer Schriftsteller
- Rosinei Adolfo (* 1983), brasilianischer Fußballspieler